# فوروبیرا، هوکایدو
فوروبیرا، هوکایدو (به لاتین: Furubira, Hokkaido) یک منطقهٔ مسکونی در ژاپن است که در Shiribeshi Subprefecture واقع شده‌است. فوروبیرا  ۳٬۲۶۵ نفر جمعیت دارد.